# Паспорт гражданина Швейцарии
Швейцарский паспорт — документ, выдаваемый гражданам Швейцарии для облегчения международных поездок. Помимо того, что он служит подтверждением швейцарского гражданства, он облегчает процесс получения помощи от швейцарских консульских работников за рубежом.
Паспорт, наряду со швейцарским удостоверением личности, позволяет свободно передвигаться в любой из стран ЕАСТ и ЕС. Это возможно благодаря тому, что Швейцария является членом ЕАСТ, а также благодаря наличию двусторонних соглашений с ЕС.

## История
Первые швейцарские паспорта были выданы 10 декабря 1915 года. Характерный красный швейцарский паспорт был создан в 1959 году. До 1985 года швейцарский паспорт включал только государственные языки того времени (французский, немецкий и итальянский), а также английский. Ретороманский язык был добавлен в более позднем паспорте 85 серии после того, как по результатам референдума он был объявлен четвертым государственным языком Швейцарии. Порядок языков был изменен на следующий: немецкий, французский, итальянский, ретороманский и английский.

### Структура паспорта
Более поздние швейцарские паспорта (паспорта 03, 06 и 10 серии) содержат 40 страниц (вместо прежних 32) и страницу с данными. 36 страниц отведены для иностранных виз и официальных печатей. Первая страница содержит подпись предъявителя, а также поле 11 «Официальные отметки». Страницы 2-3 содержат переводы меток полей страницы данных на 13 (паспорт 03 серии) и 26 (паспорт 06 и 10 серии) языках соответственно. Каждая страница имеет уникальный цветовой рисунок, а также неполный швейцарский крест, который при освещении совмещается с таким же неполным крестом на обратной стороне. На страницах 8-33 неполный швейцарский крест содержит микропечатное название кантона и год его присоединения к Швейцарской Конфедерации, а также герб кантона и известную достопримечательность в верхнем внешнем углу.

## Биометрические паспорта
С 15 февраля 2010 года небиометрические паспорта (паспорта 03, 06 и 85 серии) больше не выдаются.
С 1 марта 2010 года и в соответствии с Шенгенским соглашением все швейцарские паспорта являются биометрическими. Биометрический паспорт также требуется для безвизового въезда в США.

### Страница данных
Швейцарский паспорт включает следующие поля на странице данных из поликарбоната:
- Фотография владельца паспорта
- Тип паспорта (PA — без биометрических данных, PM — с биометрическими данными, PD — временный, PB — дипломатический паспорт)
- Код (CHE)
- Номер паспорта
- 1 Фамилия
- 2 Имя (имена)
- 3 Гражданство
- 4 Дата рождения (дд.мм.гггг)
- 5 Пол (М/Ж)
- 6 Рост (в см)
- 7 Место происхождения: (муниципалитет и кантон, место рождения не указывается)
- 8 Дата выдачи
- 9 Выдающий орган
- 10 Срок действия

В нижней части страницы данных находится машиночитаемая зона.

### Имена с диакритическими знаками
Имена, содержащие диакритические знаки (ä, ö, ü, à, ç, é, è и т. д.; буква ß обычно не используется в швейцарском немецком), пишутся с диакритическими знаками вне машиночитаемой зоны, но в машиночитаемой зоне немецкие умляуты (ä/ö/ü) транскрибируются как ae/oe/ue (например, Müller записывается как MUELLER), а другие буквы пишутся просто без диакритических знаков (например, Jérôme записывается как JEROME, а François становится FRANCOIS) в соответствии с конвенциями ИКАО.
Приведенная выше транскрипция обычно используется для авиабилетов и т. д., но иногда используются простые гласные (например, MULLER вместо MÜLLER или MUELLER). Три возможных варианта написания одной и той же фамилии (например, Müller / Mueller / Muller) в разных документах могут привести к путанице, а использование двух разных вариантов написания в одном документе (как в паспорте) может создать у людей, не знакомых с немецкой орфографией, впечатление, что документ является подделкой.

### Особые отметки
На странице 1, помимо строки для подписи, отведено место для официальных подтверждений (поле 11, «Официальные отметки»).

### Языки
Весь паспорт написан на четырех официальных языках (немецком, французском, итальянском и романшском), а также на английском, за исключением страницы 40, содержащей только инструкции по использованию и уходу. Страница 2 содержит переводы на 13 языков. В паспорте 10 серии были добавлены еще 13 языков с учетом 10 стран, вошедших в ЕС в 2004 году, а также норвежский и исландский языки, чтобы охватить языки стран ЕАСТ. Таким образом, в швейцарском паспорте 26 языков, что превышает количество языков в паспортах ЕС, в которых 23 языка. Внутри задней обложки фраза «Этот паспорт содержит 40 пронумерованных страниц» написана на 26 языках.

### Хронология изменения паспорта

#### Настоящее время: Паспорт 10 серии
Доступный с 1 марта 2010 года, паспорт 10 серии содержит биометрические данные: фотографию и отпечатки пальцев. Швейцария была обязана ввести этот тип паспорта для участия в Шенгенском соглашении. Страницы 2-3 содержат 26 переводов. Паспорт 10 серии практически не отличается от паспорта 06 серии, за исключением чипа с биометрическими данными. Этот паспорт был принят на всенародном референдуме 17 мая 2009 года.

#### Паспорт 06 серии
Паспорт 06 серии выдавался с 2006 года. Он содержал биометрические данные в чипе RFID. Это был прототип более современного паспорта 10 серии, но срок его действия был ограничен 5 годами. На странице 2 содержится 13 переводов. Более старая версия паспорта 03 серии была пригодна для использования до даты истечения срока действия, но из-за Шенгенского соглашения по истечении срока действия должна была быть заменена на биометрический паспорт.

#### Паспорт 03 серии
Паспорт 03 серии впервые был выдан 1 января 2003 года, поскольку его предыдущая версия не соответствовала действующим международным стандартам. Pass 03 также является первым швейцарским паспортом с машиночитаемой страницей данных из поликарбоната. Он идентичен паспорту 06 серии, за исключением того, что не содержит биометрических данных.

#### Паспорт 85 серии
Паспорт 85 серии впервые был введен 1 апреля 1985 года. Его страница с данными не была машиночитаемой. Средне-красная обложка украшена большим швейцарским крестом и надписью «Швейцарский паспорт» по вертикали на 5 языках. Более ранняя версия паспорта 85 серии имела только 4 языка, пока в конце 1980-х годов ретороманский язык не стал государственным языком в Швейцарии. К защитным элементам относятся бумага с ультрафиолетовой реакцией, водяные знаки с номером страницы и швейцарским крестом, печать гильош с пестрыми цветами, краска для смены цвета и элементы видимости печати, когда паспорт подносят к свету. Фотография предъявителя вклеивалась и скреплялась двумя печатями. В паспорте 85 серии допускались черно-белые фотографии. Как и в старых версиях паспорта, указывался цвет волос и глаз владельца.

#### Паспорт 59 серии
Паспорт 59 серии, введенный в 1959 году, имел темно-красную обложку с гербом Швейцарии слева и тремя строками «Passeport Suisse», «Schweizerpass» и «Passaporto Svizzero». Внутренние страницы были на четырех языках: французском, немецком, итальянском — трех государственных языках того времени — и английском. Защитные элементы включали в себя водяные знаки и печать гильош.

#### Паспорт 1932 серии
Паспорт 1932 серии имел коричневую обложку с гербом Швейцарии по центру и не имел никаких защитных элементов. Ретороманский язык не использовался.

#### Паспорт 1915 серии
Паспорт 1915 серии имел зеленую обложку без печати, а также только три официальных языка Швейцарии и никаких защитных элементов. Не было ограничений на размер фотографии владельца, которая могла выходить за поля страницы.

## Визовые требования

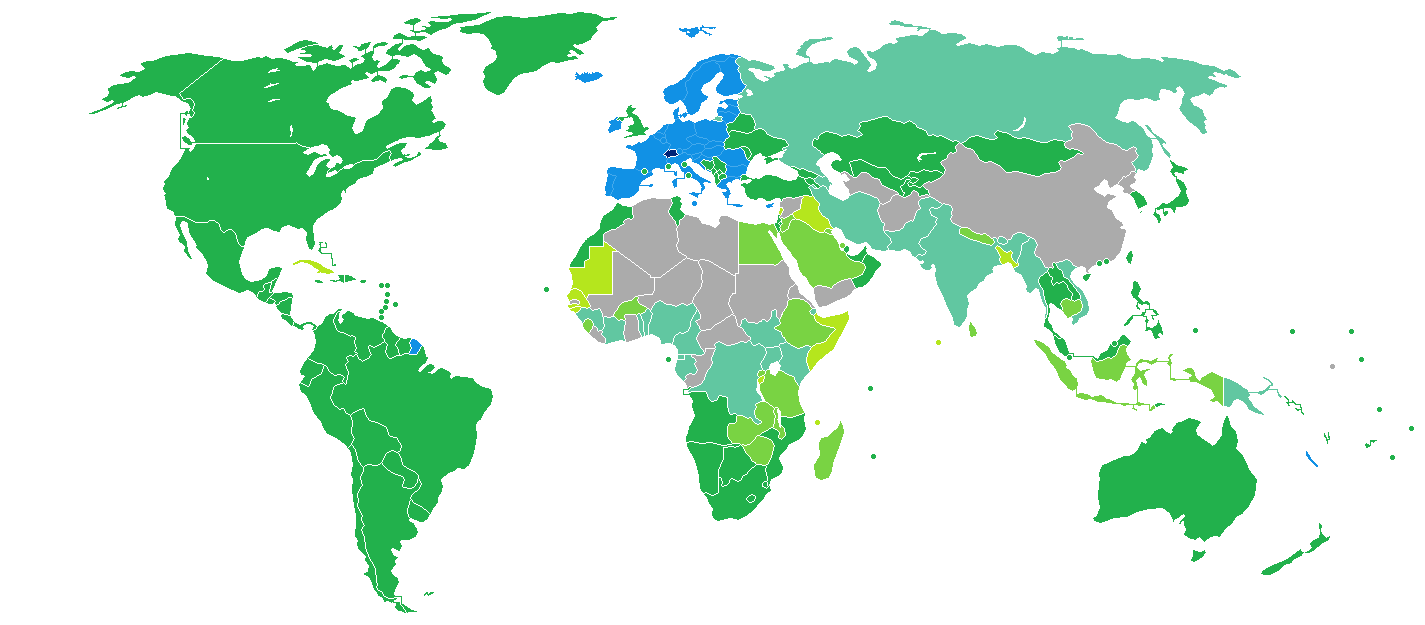
Визовые требования для владельцев швейцарских паспортов
Швейцария
Свободное передвижение
Безвизовый доступ
Виза по прибытии
Электронный визовый режим
Визу можно получить онлайн или по прибытии

Визовые требования для владельцев швейцарских паспортов — это административные ограничения на въезд, накладываемые властями других государств на граждан Швейцарии. По состоянию на 17 февраля 2019 года граждане Швейцарии имели безвизовый доступ или визы по прибытии в 185 стран и территорий, что ставит швейцарский паспорт на шестое место в мире по свободе путешествий (наравне с австрийским, британским, голландским, норвежским и португальским паспортами), согласно Henley Passport Index.
Кроме того, в рейтинге Passport Index компании Arton Capital швейцарский паспорт занял четвертое место в мире по уровню свободы путешествий, набрав 164 балла (наравне с австрийским, бельгийским, британским, канадским, греческим, ирландским, японским и португальским паспортами) по состоянию на 17 февраля 2019 года.
Являясь государством — членом Европейской ассоциации свободной торговли (ЕАСТ), граждане Швейцарии могут свободно перемещаться для проживания и работы в Исландии, Норвегии и Лихтенштейне в соответствии с конвенцией ЕАСТ. Кроме того, в силу двусторонних соглашений Швейцарии с ЕС, швейцарские граждане также имеют свободу передвижения во всех странах ЕС. Все граждане стран ЕАСТ и ЕС не только не нуждаются в визах, но и обладают законным правом въезда и проживания в странах друг друга.

## Двойное гражданство
В Швейцарии разрешено двойное гражданство, однако требования к натурализации иностранцев в разных кантонах отличаются. Граждане Швейцарии мужского пола, включая лиц с двойным гражданством, могут быть обязаны проходить военную или гражданскую службу, при этом гражданам Швейцарии не разрешается участвовать в любых других вооруженных силах, если они не являются гражданами данной страны и не проживают в ней (Швейцарская гвардия Ватикана считается «внутренней полицией», а не армией).

## Стоимость
Цены в швейцарских франках по состоянию на 15 июня 2020 года 
|                            | ID-карта               | Паспорт                 | Паспорт вместе с ID-картой | Временный паспорт       | Временный паспорт, выданный в аэропорту |
| -------------------------- | ---------------------- | ----------------------- | -------------------------- | ----------------------- | --------------------------------------- |
| Взрослым                   | 65 швейцарских франков | 140 швейцарских франков | 148 швейцарских франков    | 100 швейцарских франков | 150 швейцарских франков                 |
| Лицам в возрасте до 18 лет | 30 швейцарских франков | 60 швейцарских франков  | 68 швейцарских франков     | 100 швейцарских франков | 150 швейцарских франков                 |

За временные паспорта, выдаваемые Федеральной полицией в аэропортах, взимается дополнительная плата в размере 50 швейцарских франков.